# Giro d'Italia de 1949
Giro d'Italia de 1949 foi a trigésima segunda edição da prova ciclística Giro d'Italia (Corsa Rosa), realizada entre os dias 21 de maio e 1º de junho de 1949.
A competição foi realizada em 19 etapas com um total de 4.088 km.
O vencedor foi o ciclista italiano Fausto Coppi. Largaram 102 competidores, cruzaram a linha de chegada 65 corredores.